# 江崎村 (岐阜県安八郡)
江崎村（えさきむら）は、かつて岐阜県安八郡にあった村である。
現在の大垣市の一部（江崎町・安井町など）に該当する。

## 歴史
- 1889年（明治22年）7月1日 - 町村制により、江崎村が発足。
- 1897年（明治30年）4月1日 - 東前村、禾森村、高橋村、築捨村、長沢村と合併し安井村が発足。同日江崎村は廃止。